# 팽창 (형태학)
팽창(dilation, 보통 ⊕로 나타냄)은 수학적 형태학의 기본 연산 중 하나이다. 원래는 이진 이미지를 위해서 개발되었다, 이것은 처음에 회색조 이미지로 확장되었으며, 완비 격자로 확장되었다. 팽창 연산은 보통 입력 이미지에 포함된 모양을 탐색하는 것과 확장하는 것을 위해서 구조적 요소를 이용한다.

## 이진 팽창

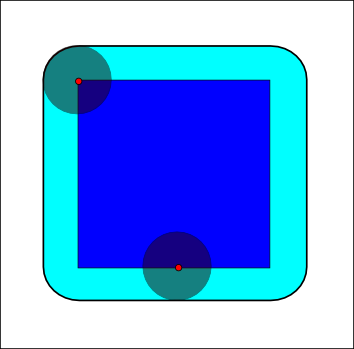
짙은 파란색 사각형을 원판으로 팽창해서 둥근 모서리가 있는 밝은 파란색 사각형을 만든다.

이진 형태학에서, 팽창은 이동-불변(병진 불변) 연산자이며, 민코프스키 덧셈과 동등하다.
이진 이미지는 수학적 형태학에서 유클리드 공간 Rd 또는 어떤 d차원의 정수 격자 Zd의 부분집합으로 볼 수 있다. E를 유클리드 공간이나 정수 격자라 하고, A를 E의 이진 이미지라 하고, B를 Rd의 부분집합에 관련이 있는 구조적 요소라고 하자.
A를 B로 팽창시킨 것은 다음과 같이 정의된다:
{\displaystyle A\oplus B=\bigcup _{b\in B}A_{b},}
여기서 Ab는 A를 b로 평행이동 시킨 것이다.
팽창은 가환 연산이기 때문에 다음과 같이 쓸 수 있다: {\displaystyle A\oplus B=B\oplus A=\bigcup _{a\in A}B_{a}}.
B가 원점을 중심으로 두고 있다면, A를 B로 팽창시킨 것은 B의 중심이 A의 내부에서 움직일 때 B에 있는 점들의 궤적으로 이해할 수 있다. 크기가 10이고 원점에 중심을 둔 정사각형을 마찬가지로 원점을 중심으로 둔 반지름이 2인 원판으로 팽창시키면 원점을 중심으로 하고 꼭짓점이 둥근 크기가 14인 정사각형이 된다. 둥근 꼭짓점의 반지름은 2이다.
팽창은 다음을 통해서도 얻을 수 있다: {\displaystyle A\oplus B=\{z\in E\mid (B^{s})_{z}\cap A\neq \varnothing \}}, 이 때 Bs는 B의 대칭이다. 즉, {\displaystyle B^{s}=\{x\in E\mid -x\in B\}}이다.

### 예시
A를 다음의 11 x 11 행렬이라고, 그리고 B를 다음의 3 x 3 행렬이라고 하자:
```
    0 0 0 0 0 0 0 0 0 0 0
    0 1 1 1 1 0 0 1 1 1 0
    0 1 1 1 1 0 0 1 1 1 0
    0 1 1 1 1 1 1 1 1 1 0
    0 1 1 1 1 1 1 1 1 1 0              1 1 1
    0 1 1 0 0 0 1 1 1 1 0              1 1 1
    0 1 1 0 0 0 1 1 1 1 0              1 1 1
    0 1 1 0 0 0 1 1 1 1 0
    0 1 1 1 1 1 1 1 0 0 0
    0 1 1 1 1 1 1 1 0 0 0
    0 0 0 0 0 0 0 0 0 0 0
```

A의 모든 픽셀에 대해서 , B의 중심을 삽입(superimpose)하자.
B의 모든 삽입된 픽셀은 B에 대한 A의 팽창에 포함된다.
B에 대한 A의 팽창은 이 11 x 11 행렬로 주어진다.
```
    1 1 1 1 1 1 1 1 1 1 1
    1 1 1 1 1 1 1 1 1 1 1
    1 1 1 1 1 1 1 1 1 1 1
    1 1 1 1 1 1 1 1 1 1 1
    1 1 1 1 1 1 1 1 1 1 1
    1 1 1 1 1 1 1 1 1 1 1
    1 1 1 1 0 1 1 1 1 1 1
    1 1 1 1 1 1 1 1 1 1 1
    1 1 1 1 1 1 1 1 1 1 1
    1 1 1 1 1 1 1 1 1 0 0
    1 1 1 1 1 1 1 1 1 0 0
```

### 이진 팽창의 특성
다음은 이진 팽창 연산의 특성이다
- 이것은 병진 불변이다.
- 이것은 단조증가한다. 다시 말하면, {\displaystyle A\subseteq C}이면, {\displaystyle A\oplus B\subseteq C\oplus B}이다.
- 이것은 가환 연산이다.
- E의 원점이 구조적 요소 B에 있으면, 이것은 확장적이다. 즉, {\displaystyle A\subseteq A\oplus B}이다.
- 이것은 결합법칙을 만족한다. 즉, {\displaystyle (A\oplus B)\oplus C=A\oplus (B\oplus C)}이다.
- 이것은 합집합에서 분배법칙이 성립한다.

## 회색조 연산
회색조 형태학에서, 이미지는 유클리드 공간이나 격자 E에서 {\displaystyle \mathbb {R} \cup \{\infty ,-\infty \}}로 맵핑되는 함수이다. 여기서 {\displaystyle \mathbb {R} }은 실수의 집합이고, {\displaystyle \infty }은 어떤 실수 보다 큰 수이고, {\displaystyle -\infty }은 어떤 실수 보다 작은 수이다.
회색조 구조적 요소는 같은 형태의 "구조적 함수"라고 불리는 함수이다.
이미지를 f(x)로 나타내고 구조적 함수를 b(x)하고 나타내면, b에 대한 f의 회색조 팽창은 다음과 같이 주어진다:
{\displaystyle (f\oplus b)(x)=\sup _{y\in E}[f(y)+b(x-y)],}
이 때, "sup"은 상한을 의미한다.

### 단순한 구조적 함수

5x5의 크기인 단순한 구조적 함수를 사용하는 회색조 이미지의 팽창의 예시이다. 위에 있는 그림은 원래의 이미지에 있는 각각의 픽셀에 구조적 함수를 적용하는 창을 나타낸다. 아래의 그림은 결과로 나타나는 확장된 이미지를 나타낸다.

형태학적 적용에서 단순한 구조적 요소를 사용하는 것은 흔한 일이다. 단순한 구조적 함수는 다음의 형태를 가지는 함수 b(x)이다:
{\displaystyle b(x)=\left\{{\begin{array}{ll}0,&x\in B,\\-\infty ,&{\text{otherwise}},\end{array}}\right.}
여기서 {\displaystyle B\subseteq E}이다.
이 경우에, 확장은 매우 단순화 되고, 다음으로 주어진다:
{\displaystyle (f\oplus b)(x)=\sup _{y\in E}[f(y)+b(x-y)]=\sup _{z\in E}[f(x-z)+b(z)]=\sup _{z\in B}[f(x-z)].}
(x = (px, qx), z = (pz, qz)라고 가정하면, x − z = (px − pz, qx − qz)이다.)
유계, 이산 경우에(E가 격자이고 B가 유계이면), 상한 연산자는 최대값으로 바꿀 수 있다. 따라서, 확장은 순서통계량 필터의 특정한 경우로, 움직이는 창(구조적 함수릐 지지 B의 대칭)에 있는 원소 중 최대값을 반환한다.

## 완비 격자에서 팽창
완비격자는 모든 부분집합이 상한과 하한을 가지는 부분 순서 집합이다. 특히, 이것은 최소 원소와 최대 원소를 포함한다 ("universe"라고도 불린다).
{\displaystyle (L,\leq )}를 상한과 하한이 각각 {\displaystyle \vee }와 {\displaystyle \wedge }으로 기호화된 완비 격자라고 하자. 이것의 전체 집합과 최소 원소는 각각 U와 {\displaystyle \varnothing }로 기호화되어 있다. 더 나아가서, let {\displaystyle \{X_{i}\}}를 L에 있는 원소의 모임으로 두자.
팽창은 상한에 분포하는 어떤 연산자 {\displaystyle \delta :L\rightarrow L}이고, 최소 원소를 보존한다:
- {\displaystyle \bigvee _{i}\delta (X_{i})=\delta \left(\bigvee _{i}X_{i}\right),}
- {\displaystyle \delta (\varnothing )=\varnothing .}

## 같이 보기
- 버퍼 (GIS)
- 닫기 (형태학)
- 침식 (형태학)
- 수학적 형태학
- 열기 (형태학)
- 민코프스키 덧셈

## 서지학
- Image Analysis and Mathematical Morphology by Jean Serra, ISBN 0-12-637240-3 (1982)
- Image Analysis and Mathematical Morphology, Volume 2: Theoretical Advances by Jean Serra, ISBN 0-12-637241-1 (1988)
- An Introduction to Morphological Image Processing by Edward R. Dougherty, ISBN 0-8194-0845-X (1992)